# Diego Contento
Diego Armando Valentin Contento (München, 1990. május 1. –) német korosztályos válogatott labdarúgó, 2020 nyarától a SV Sandhausen játékosa.

## Magánélete
Contento olasz gyökerekkel rendelkező nápolyi származású. Két testvére van, Vincenzo és Domenico. A Bayern ifjúsági csapatánál kezdtek focizni. Szülei nagy futballszurkolók voltak. Olyannyira, hogy az SSC Napoli egykori ikonja, Diego Armando Maradona után nevezték el fiúkat, Diego-t.

## Pályafutása

### Klubcsapatban
1995-ben került a Bayern München akadémiájára és végig járta a korosztályos csapatokat. 2008. december 6-án mutatkozott be a tartalék csapatban a VfB Stuttgart II ellen 1–1-re végződő harmadosztályú bajnoki mérkőzésen, a 73. percben cserélte le Hermann Gerland Marco Stierre. 10 nappal később első gólját is megszerezte a Kickers Emden ellen. 2009. március 1-jén a Carl Zeiss Jena ellen ismét gólt szerzett, a negyedik bajnoki mérkőzésén második gólja volt. 2010. január 13-án profi szerződést kötöttek vele és az első csapat edzését látogatta. Február 10-én tétmérkőzésen is pályára léphetett a felnőttek között, a kupában a Greuther Fürth  ellen az 59. percben Anatolij Timoscsuk cseréjeként. Tíz nappal később a Bundesligában a Nürnberg ellen kezdőként lépett pályára, ez volt az első élvonalbeli mérkőzése. Május 27-én meghosszabbították a szerződést 2013-ig. A klubnál töltött időszaka alatt nem tudta magát magát beverekedni a kezdőcsapatba. 2011 nyarán Rafinha érkezésével és sorozatos sérülései miatt egyre kevesebb lehetőséget kapott. Minden sorozatot véve 69 mérkőzésen lépett pályára a Bayern München csapatában.
2014. augusztus 12-én a francia Bordeaux csapatához írt alá négy évre. Öt nappal később az AS Monaco ellen debütált a bajnokságban és gólpasszt adott Diego Rolánnak a 4–1-re megnyert hazai mérkőzésen. Október 28-án a kupában a Toulouse ellen szerezte meg első gólját új klubjában. 2015. november 22-én a bajnokságban is megszerezte első gólját, a Stade Rennai elleni 2–2-s döntetlent hozó mérkőzésen. 2016. március 20-án az SC Bastia ellen volt a Bordeaux csapatában szerzett utolsó gólja. 2018. május 22-én bejelentette a német Fortuna Düsseldorf, hogy a 2018–2019-es szezont már náluk fogja kezdeni.

## A válogatottban
Diego szerepelt a német U17-es és a U20-as válogatottban. Az olasz helyett a német válogatottat választotta. 2010 szeptemberében behívták a német U21-es válogatottba, de nem tudta vállalni a játékot sérülés miatt.

## Sikerei, díjai
- Bayern München:
  - Német bajnok: 2010, 2013, 2014
  - Német Kupa-győztes: 2010, 2013, 2014
  - DFL-Supercup: 2010
  - UEFA-bajnokok ligája-győztes: 2013
  - UEFA-szuperkupa-győztes: 2013
  - FIFA-klubvilágbajnokság: 2013